# Deef
Deef – zespół muzyczny, założony przez basistę Zbigniewa Wypycha w 1984 roku w Warszawie.
Pierwszy skład zespołu stanowili muzycy:
- Krzysztof "Uriah" Ostasiuk – wokal (Fatum, Hetman – gościnnie)

- Paweł "Schenker" Koziej – gitara (Korpus, Fatum)
- Marcin "Samba" Otrębski – gitara (Sekcja Z, Obywatel GC, Mech, Oddział Zamknięty)
- Zbigniew Wypych - gitara basowa (Breakout, Oddział Zamknięty)
- Leszek Domagała – perkusja (Art Rock)
- Jacek Olejnik – keyboard (Ogród Wyobraźni)
- Waldemar "Patryk" Daszuta - gitara (występował z wieloma zespołami, m.in. Ogród Wyobraźni)

Potem Deef tworzyli:
- Janusz "Johnny" Pyzowski – wokal (TSA Evolution)
- Marek "Zefir" Wójcicki – gitara (Czesław Niemen, Exodus, De Mono, Oddział Zamknięty, Houk, Sesja 80, Strajk 80)
- Kamil Buczkowski - gitara (Fatum)
- Zbigniew Wypych – gitara basowa (Breakout, Oddział Zamknięty)
- Michał Porada – perkusja (Dizzider, MigWay)

Kolejnym wokalistą (po "Johnnym") został Zbigniew Bieniak, który po udanym stażu w Deef, trafił do Oddziału Zamkniętego.
Zespołowi udało się zarejestrować dwa single wydane przez Tonpress: Zmowa Milczenia Wokół Jane w 1984 i Zaczyna Się w 1985. Płyty wypełniał ciekawy, profesjonalnie wykonany heavy metal lat 80. W latach 1984–87 zespół sporo koncertował aż w końcu zakończył działalność.